# Vessillo Bartoli
Vessillo Bartoli (Vado Ligure, 1908 – Vado Ligure, 14 marzo 1981) è stato un allenatore di calcio e calciatore italiano, di ruolo centrocampista. È rimasto negli annuari del calcio e nel ricordo collettivo dei tifosi del Club Sportivo Luqueño della città di Luque, in Paraguay per via dei meriti sportivi conseguiti con quella società. In Sudamerica divenne noto come Vessilio Bártoli.

## Biografia
Vadese, visse in Liguria nel periodo in cui giocava a calcio (anni 1930). Si trasferì poi in Sudamerica, vivendo in Paraguay e Ecuador. Nel 1955 sopravvisse a un disastro aereo avvenuto il 16 giugno 1955, allorché un aereo della compagnia Panair do Brasil si schiantò nelle vicinanze di Asunción. Morì a Vado il 14 marzo 1981. Gli è stato intitolato un torneo calcistico ligure, il Trofeo Vessillo Bartoli.

## Caratteristiche tecniche

### Giocatore
Giocava come mediano.

### Allenatore
Bartoli seguiva il sistema, che fu tra i primi ad attuare in Paraguay, insieme anche al connazionale Mario Rossini (allenatore del Sol de América).

## Carriera

### Giocatore
Svolse la sua carriera di giocatore in Liguria, giocando per Vado, Savona e Imperia.

### Allenatore
Trasferitosi in Sudamerica, allenò lo Sp. Luqueño in Paraguay, portandolo per due volte alla vittoria del titolo nazionale (1951 e 1953). I successi a livello di club persuasero la Federazione calcistica paraguaiana ad assegnare a Bartoli la guida della Nazionale che partecipò alle Qualificazioni al campionato mondiale di calcio 1954 allenandola in 9 partite con 3 pareggi e 6 sconfitte con 7 goal fatti e 18 goal subiti: schierando una squadra in gran parte basata sulla rosa del suo Sportivo Luqueño, il tecnico italiano affrontò il Brasile in due gare nel marzo 1954, uscendo sconfitto in entrambe le occasioni. Dopo essere rimasto in Paraguay fino al 1955 tornò in patria, e fu alla guida del Vado; nel marzo 1961 rientrò in Paraguay per allenare il Cerro Porteño. Nel 1967 vinse il campionato nazionale ecuadoriano con l'El Nacional.

## Palmarès

### Giocatore
- Prima Divisione: 1

Savona: 1933-1934

### Allenatore

#### Club
- Campionato paraguaiano: 2

Sp. Luqueño: 1951, 1953
- Campionato ecuadoriano: 1

El Nacional: 1967